# Hítarvatn
Der Hítarvatn ist ein See im Westen Islands. Er liegt im Gemeindegebiet von Borgarbyggð.

## Geografie
Der See liegt 39 km nördlich von Borgarnes nahe bei dem Hof Hítardalur. Er hat eine Fläche von 7,6 km² und ist 24 m tief.
Einige Halbinseln ragen in den See. Dort brüten viele Vögel, allerdings hat der Einfluss des Minks dies etwas beeinträchtigt. 
Die Höfe um den See sind verlassen. Der Hítarvatn und der Abfluss aus dem See, der Fluss Hítará, sind beliebte Angelgewässer. 
Der See liegt in einem sichtbar durch den Vulkanismus geprägten Tal, dem Hítardalur. Es ist im Westen durch einen Gebirgszug vom Hnappadalur getrennt. Die bekanntesten Gipfel sind Fagraskógarfjall (640 m), Tröllakirkja (862 m), Kolbeinsstaðafjall (717 m) und Geirhnúkur (898 m). Östlich ragt ein anderer Gebirgszug auf mit einer weiteren Tröllakirkja (941 m) und dem Svörtutindur (842 m), der das Tal von dem des Langavatn trennt. Die Berge gehören zum Vulkansystem der Ljósufjöll. 
Einige Höhlen befinden sich in den Kratern beim Hof, der etwa 5 km südöstlich des Sees liegt. Die bekanntesten von ihnen heißen Fjárhellir und Sönghellir.

## Geschichte des Tales

### Großbrand 1148
In diesem Tal fand am 30. September 1148 ein Großbrand statt. Dabei kamen, wie die Annalen von Skálholt berichten, zwischen 70 und 80 Menschen um. Unter diesen befand sich der damalige Bischof von Skálholt, Magnús Einarsson, der gerade zu Besuch in dem Tal weilte. Daraufhin wurde dort ein Kloster gegründet, das in den Jahren 1168 bis 1201 existierte.

### Wissenschaftler im Tal
Nach der Reformation war auf dem gleichnamigen Hof Hítardalur im 17. Jahrhundert der Wissenschaftler und Priester Jón Halldórsson (1665–1736) ansässig, der viel zum wissenschaftlichen Schriftgut der Zeit in Island beitrug.

### Erdrutsch 2018
Am 7. Juli 2018 löste sich vom Fagraskógarfjall der Westseite des Tals. Das war der größte Erdrutsch seit der Besiedlung des Landes. Der Fluss Hítará wird dadurch aufgestaut und musste sich ein neues Flussbett suchen. Menschen und Vieh wurden nicht geschädigt.

## Namensgebung
Der Name des Sees, des Tales und auch des Flusses Hítará, der der Abfluss des Sees ist, wird einer Trollfrau namens Hít zugeschrieben, die hier laut Volkssage ihr Wesen getrieben haben soll.